# علي عسيري
علي عسيري ، لاعب كرة قدم سعودي سابق.

## كأس الخليج 1974
لاعب وسط ايسر سابق بنادي الاتحاد السعودي سابقا.
و قد سجل هدف في مرمى منتخب البحرين لكرة القدم.